# Lerista kalumburu
Lerista kalumburu — вид сцинкоподібних ящірок родини сцинкових (Scincidae). Ендемік Австралії.

## Поширення і екологія
Lerista kalumburu мешкають на півночі регіону Кімберлі у Західній Австралії, від затоки Неп'єр-Брум до уступа Карсон, зокрема на сусідніх островах. Вони живуть на сухих луках, в ґрунті під камінням, хмизом і опалим листям. Відкладають яйця.